# Бучардирование
Бучардирование — обработка поверхностей из бетона, железобетона, природного камня и др. материалов для придания необходимой шероховатости, предотвращающей скольжение, или же для снятия верхнего слоя изношенного материала при помощи твердосплавного инструмента в виде звёздочек. Возможна последующая шлифовка алмазными фрезами и покрытие полимерными защитными составами.
Термин произошел от фр. boucharde, что дословно означает металлический четырехгранный молоток, две ударные поверхности которого покрыты пирамидальными зубцами.

## Принцип действия
Бучардирование представляет собой процесс обработки камня или иных материалов с помощью инструментов из твердых сплавов. Твердосплавные элементы выполнены в виде звездочек, которые собираются в пакеты и фиксируются по окружности рабочей головки. Рабочая головка может быть съемной или стационарной. Также производятся головки для коленно-рычажных станков и машин для шлифовки каменных полов.
Шероховатость поверхности появляется при помощи ударно-вращательного воздействия зубьями звездочек инструмента. Зернистость получаемой фактуры зависит от количества и размеров зубьев на звездочках.
Существует такой вид бучардирования, когда на поверхность камня оказывается только ударное воздействие пневматическими молоточками с насадками из твердого сплава.

## Область применения
- Внешняя отделка зданий, сооружений из гранита, мрамора;
- Работы, направленные на предотвращение скольжения, например, по ступеням.